# سن-لویی-دو-بلاندفورد، کبک
سن-لویی-دو-بلاندفورد (به فرانسوی: Saint-Louis-de-Blandford) شهری در منطقه شهری آرتاباسکا ناحیه سانتر-دو-کبک در استان کبک کانادا است. در سرشماری سال ۲۰۱۱ این شهر ۹۰۵ نفر جمعیت داشته‌است و مساحت آن ۱۰۶٫۷ کیلومتر مربع است.